# Bruno Kreisky
Bruno Kreisky (ur. 22 stycznia 1911 w Wiedniu, zm. 29 lipca 1990 tamże) – austriacki polityk, w drugiej połowie lat 30. więzień polityczny, działacz Socjalistycznej Partii Austrii (SPÖ) i jej przewodniczący w latach 1967–1983, poseł do Rady Narodowej, od 1959 do 1966 minister spraw zagranicznych, w latach 1970–1983 kanclerz Austrii.

## Życiorys
Urodził się w rodzinie przemysłowców żydowskiego pochodzenia. W połowie lat 20. podjął działalność w socjalistycznej młodzieżówce Sozialistische Arbeiter-Jugend. W 1929 zdał egzamin maturalny, po czym podjął studia prawnicze na Uniwersytecie Wiedeńskim, które ukończył ostatecznie w 1938.
Awansował w międzyczasie w strukturze organizacji SAJ. W 1930 został przewodniczącym Sozialistische Arbeiter-Jugend w Dolnej Austrii, a w 1933 objął kierownictwo komitetu do spraw edukacji. Działacz antyfaszystowski; gdy w 1934 doszło do delegalizacji m.in. Socjaldemokratycznej Partii Robotniczej Austrii, współtworzył nielegalną organizację Revolutionäre Sozialistische Jugend. Dołączył też do ugrupowania Revolutionäre Sozialisten Österreichs, brał udział w jego pierwszej konferencji w Brnie. W 1935 aresztowany, w następnym roku skazany za zdradę stanu na 1 rok pozbawienia wolności. W 1936 zwolniony, czasowo relegowany z uczelni. Ponownie zatrzymany w 1938 po aneksji Austrii przez Niemcy. Zwolniony po kilku miesiącach pod warunkiem opuszczenia kraju. Na zaproszenie lidera szwedzkiej socjaldemokratycznej młodzieżówki Torstena Nilssona wyemigrował do Szwecji.
Do 1945 pracował tam w spółdzielni konsumenckiej, był korespondentem i współpracownikiem różnych gazet oraz czasopism. Działał w austriackich organizacjach w Szwecji. Po II wojnie światowej podjął zatrudnienie w austriackiej dyplomacji, pozostając początkowo w Sztokholmie. W 1951 powrócił na stałe do Austrii, wkrótce został wicedyrektorem gabinetu prezydenta Theodora Körnera i jego doradcą. Od kwietnia 1953 do lipca 1959 pełnił funkcje sekretarza stanu w urzędzie kanclerza. W 1956 pierwszy raz wybrany do Rady Narodowej. Uzyskiwał reelekcję w ośmiu kolejnych wyborach do niższej izby austriackiego parlamentu (w 1959, 1962, 1966, 1970, 1971, 1975, 1979 i 1983).
W drugiej połowie lat 50. objął funkcję wiceprzewodniczącego Socjalistycznej Partii Austrii. Od lipca 1959 do kwietnia 1966 sprawował urząd ministra spraw zagranicznych w gabinetach należących do Austriackiej Partii Ludowej kanclerzy: Juliusa Raaba, Alfonsa Gorbacha i Josefa Klausa. Po odejściu z rządu w 1966 został przewodniczącym socjalistów w Dolnej Austrii, a w 1967 wybrano go na przewodniczącego krajowych struktur SPÖ.
W kwietniu 1970, po wygranej Socjalistycznej Partii Austrii w wyborach do Rady Narodowej, objął urząd kanclerza, stając na czele mniejszościowego gabinetu. W kolejnych wyborach z 1971, 1975 i 1979 SPÖ uzyskiwała większość bezwzględną w niższej izbie parlamentu, a jej lider powoływał swoje kolejne rządy. W międzyczasie w 1976 został wiceprzewodniczącym Międzynarodówki Socjalistycznej. W 1983 jego ugrupowanie nie uzyskało absolutnej większości w Radzie Narodowej. Bruno Kreisky zrezygnował z tworzenia rządu, wspierając Freda Sinowatza. W maju 1983 zakończył pełnienie funkcji kanclerza. W tym samym roku zrezygnował z wykonywania mandatu poselskiego. Również w 1983 ustąpił z funkcji przewodniczącego SPÖ, otrzymując godność honorowego przewodniczącego partii. Zrezygnował z niej w 1987, krytykując kierownictwo SPÖ za porozumienie koalicyjne z ludowcami.

## Życie prywatne
Od 1942 był żonaty z Verą Fürth. Miał syna Petera (ur. 1944) i córkę Suzanne (ur. 1948). W 1984 przeszedł transplantację nerki. Zmarł 29 lipca 1990. Pogrzeb miał charakter państwowy; Bruno Kreisky został pochowany 7 sierpnia 1990 na Cmentarzu Centralnym w Wiedniu.